# Lauren Wilkinson
Lauren Wilkinson (ur. 17 października 1989) – kanadyjska wioślarka. Srebrna medalistka olimpijska z Londynu.
Zawody w 2012 były jej pierwszymi igrzyskami olimpijskimi. Po medal sięgnęła w rywalizacji ósemek. Wcześniej odnosiła sukcesy w rywalizacji juniorskiej.